# The Dark Knight
The Dark Knight er en film fra 2008, baseret på tegneseriefiguren Batman fra DC Comics. Filmen er opfølgeren til Batman Begins, der førte Batman tilbage i rampelyset efter otte år i dvale. Det skal også nævnes at Nolans Batman er mere mørk end de ældre Batman-film.
Christopher Nolan, instruktøren af Batman Begins, har igen instrueret og skrevet manuskript med sin bror Jonathan Nolan. Christian Bale har atter rollen Bruce Wayne/Batman.

## Handling
En bande kriminelle, ledet af Jokeren (Heath Ledger), ankommer til Gotham for at sprede kaos. Samtidig foreslår politikeren Harvey Dent (Aaron Eckhart), en ny lov for at standse kriminalitet, hvilket bliver bakket op af mange i Gothams elite, blandt andet Bruce Wayne (Christian Bale).
Under en stor fest for eliten, ankommer Jokeren, og kidnapper både Dent, og hans forlovede Rachel (Maggie Gyllenhaal), og giver falske informationer om hvor de befinder sig. Bruce trækker i Batman-dragten, og lokaliserer Rachel og Dent, men selvom Dent bliver reddet, dør Rachel i en eksplosion. Dent vågner op i hospitalet, og finder til sin store sorg ud af at Rachel er død, samt at hans hoved er maltrakteret, hvilket får ham til at sværge hævn.
Samtidig er Bruce i dyb sorg, hvilket får hans butler Alfred (Michael Caine), til at fortælle en historie der sætter Bruce's mod op igen, og skaffer sig hjælp af Lucius Fox (Morgan Freeman). Bruce og Fox kobler alle mobiltelefoner i Gotham på deres netværk, hvilket får Bruce til at sætte efter Jokeren som Batman, hvilket resulterer i hans anholdelse.
Samtidig har Dent fanget politimester Gordon (Gary Oldman), og hans søn, og planlægger at dræbe sønnen som hævn over Rachel's død, men Batman kommer og dræber Dent. Efter Dent's død tager Batman ansvaret for alle hans ugerninger, og mens Dent bliver hyldet som en helt, jagter politiet Batman, som går i skjul.

## Medvirkende
| Skuespiller          | Rolle                              |
| -------------------- | ---------------------------------- |
| Christian Bale       | Bruce Wayne/Batman                 |
| Heath Ledger         | Jokeren                            |
| Aaron Eckhart        | Harvey Dent/Two-Face               |
| Maggie Gyllenhaal    | Rachel Dawes                       |
| Michael Caine        | Alfred Pennyworth                  |
| Gary Oldman          | James 'Jim' Gordon                 |
| Colin McFarlane      | Kommissær Loeb                     |
| Morgan Freeman       | Lucius Fox                         |
| Eric Roberts         | Salvatore 'Sal' Maroni             |
| William Fichtner     | Ejer af Nationalbanken Gotham City |
| Anthony Michael Hall | Reese                              |
| Nestor Carbonell     | borgmester i Gotham City           |
| Danny Goldring       | Grumpy                             |
| Nathan Gamble        | Jim Gordon Jr.                     |
| Melinda McGraw       | Barbara Gordon                     |
| Ching Han            | Lau                                |
| Cillian Murphy       | Dr. Jonathan Crane / Scarecrow     |

## Udgivelse
Filmen blev udgivet den 18. Juli, 2008, af filmselskabet Warner Bros, og var en stor succes i biograferne, med en indtjening på over 1 milliarder dollars på verdensplan.
Filmen fik mange gode anmeldelser, og både publikum og anmelderne havde en generelt god holdning til filmen, især til Heath Ledgers rolle som Jokeren, der endte med en posthumun Oscar for bedste mandlige birolle til ham.